# Lillian Fuchs
Pour les articles homonymes, voir Fuchs.
Lillian Fuchs (New York, 18 novembre 1901 – Englewood, 5 octobre 1995) est une altiste américaine, professeur et compositrice, considérée comme étant parmi les meilleurs instrumentistes de son temps. Elle provenait d'une famille au grand talent musical : ses frères, Joseph Fuchs, violoniste et Harry Fuchs, violoncelliste, qui ont effectué avec elle de nombreux enregistrements.

## Biographie
Lillian Fuchs naît dans une famille de musiciens et commence ses études musicales au piano. Elle étudie plus tard le violon, avec son père et ensuite à l'Institut de l'art musical de New York (aujourd'hui la Juilliard School) avec Franz Kneisel (ancien premier violon de l'Orchestre symphonique de Boston et premier violon du Quatuor Kneisel) et la composition avec Percy Goetschius. Elle jouit d'une brillante carrière de professeur à l'École de Musique de Manhattan, la Juilliard School, l'Aspen Music Festival and School, et Blue Hill Music School, qu'elle a fondée avec son frère Joseph. Martha Strongin Katz, James Wendell Griffith, Géraldine Walther, Laurent Dutton et Yizhak Schotten ont été ses élèves. Ses livres d'études pour l'alto (Douze Caprices pour alto, Quinze études caractéristiques pour alto et Seize études fantaisie) sont utilisés dans les universités et les écoles de musique à travers le monde, et ont été très appréciés par le grand altiste écossais, William Primrose. Elle a également composé une Sonate pastorale pour alto seul.
Elle interprété de nombreuses de pièces du répertoire de l'alto, notamment d'importantes œuvres du XXe siècle. Fuchs est connue pour sa sonorité chaleureuse et belle, experte de la musicalité et de la maîtrise technique. Elle était propriétaire d'un instrument réalisé par Matteo Goffriller (1659–1742), ainsi que d'un autre alto, aux sonorités plus sombres, de Gasparo da Salò (1540-1609). Elle jouait avec un archet fait par l'archetier anglais John Dodd (1752-1839), vendu en mai 2014 pour 22 800 dollars à la vente au enchère Tarisio. Les archets de Dodd sont souvent plus courtes que d'autres archets pour alto ; une qualité que Fuchs prisait pour lui permettre un plus grand contrôle et pratique aussi, puisqu'elle était de petite taille. Pour la corde de la, elle utilisait un cordage en boyau, considérant qu'il est sacrilège d'utiliser le métal sur un vieil instrument italien.
Lillian Fuchs fait ses débuts au violon à New York en 1926, mais elle passe vite à l'alto et à la demande pressante de Franz Kneisel (elle a entendu dire une fois, à la grande surprise des auditeurs présents, que lui faire jouer de l'alto n'a jamais été son idée, parce qu'elle considérait l'instrument trop grand pour elle). Elle fut par la suite l'un des membres fondateurs du Quatuor Perolé. Elle a joué de l'alto avec cet ensemble de 1925 à 1945. Elle a collaboré avec les quatuors à cordes de Budapest et Amadeus (voir ci-dessous) et souvent joué avec ses frères Joseph (violoniste) et Harry (violoncelliste). Elle a joué dans un certain nombre d'ensemble de musique de chambre, notamment de la Guilde des musiciens et s'est produite en soliste avec de grands orchestres, dont le Philharmonique de New York et au festival Casals. En 1947, Bohuslav Martinů a composé et dédié son « Madrigals », pour violon et alto à Lillian et Joseph Fuchs, après les avoir entendus interpréter les Duos pour violon et alto de Mozart, au Town Hall de New York.
Célèbre professeur d'alto, Fuchs a également enseigné la musique de chambre, comptant parmi ses élèves Isaac Stern, Pinchas Zuckerman et Dorothy DeLay. L'influence de Lillian Fuchs peut être vu dans ses deux filles, Barbara Stein Mallow (violoncelliste) et Carol Stein Amado (violoniste décédée), sa petite-fille, Jeanne de Mallow (altiste) et son petit-fils, David Amado (chef d'orchestre).

## Œuvre
- Caprice fantastique, pour violon et piano (1925) (OCLC 23027723)
- Jota, pour violon et piano (éd. M. Witmark & Sons 1947) (OCLC 13103146)
- 12 Caprices, pour alto seul (1948, éd. G. Schirmer 1950) (OCLC 43782435 et 2169197)
- 15 Études caractéristiques, pour alto seul (éd. Oxford University Press 1965) (OCLC 950259)
- Sonate Pastorale, pour alto seul (éd. Associated Music 1956) (OCLC 4198210)
- 16 Études fantaisies, pour alto seul (éd. International Music 1976) (OCLC 16792599)
- Two dances in olden style, pour violon et piano : I. Pavane - II. Passepied  (éd. Leeds Music 1950) (OCLC 5986079)

## Enregistrements
La plupart de ses enregistrements vinyles, sont aujourd'hui des objets de collection. Le label d'archives DoReMi a réédité un disque des années 1950 des Suites pour violoncelle de Bach dont elle est la première à produire et à enregistrer l'intégrale des Suites de Bach pour l'alto. Son interprétation de la sixième suite à l'alto – composée en fait, pour un instrument à cinq cordes, la viola pomposa – a fait une telle impression sur Pablo Casals, qu'après un concert au festival de Prades, il a déclaré – comme le rapporte Lillian Fuchs – que l'œuvre sonnait mieux à l'alto qu'au violoncelle.
Liste complète des enregistrements en studio (publiés ou non) et une liste partielle des enregistrements d'archive :
- Bach, Suites pour violoncelle - Lillian Fuchs, alto (Doremi CD DHR-7801)
- Bach, Suite no 1 en sol majeur, Suite no 3 en ut majeur - Lillian Fuchs, alto (LP Decca DL 9914)
- Bach, Suite no 6 en ré majeur ; Suite no 2 en ré mineur - Lillian Fuchs, alto  (LP Decca DL 9544)
- Bach, Suite no 4 en mi-bémol majeur ; Suite no 5 en ut mineur - Lillian Fuchs, alto  (LP Decca DL 9660)
- Bach, Suite no 2 en ré mineur - Lillian Fuchs, alto (concert, Harvard Musical Association 28 mars 1958 at the ; archives of the Harvard Musical Association)
- Beethoven, Sérénade en ré majeur pour flûte, violon et alto, op. 25 - Julius Baker, flûte, Joseph Fuchs, violon ; Lillian Fuchs, alto (LP Decca DL 9574)
- Beethoven, Sérénade en ré majeur pour violon, alto et violoncelle, op. 8 - Joseph Fuchs, violon ; Lillian Fuchs, alto ; Leonard Rose, violoncelle (LP Decca DL 7506)
- Beethoven, Quintette à cordes en ut majeur, op. 29 - Toshiya Eto, Lea Foli, violons ; Lillian Fuchs, Rolf Persinger, altos ; Leopold Teraspulsky, violoncelle (concert, Aspen Amphitheater 21 juillet 1967, Aspen Music Festival, Aspen, Colorado ; Archive of the Pitkin County Library, Aspen)
- Beethoven, Trio en ut mineur, op. 9 no 3 - Joseph Fuchs, violon ; Lillian Fuchs, alto ; Harry Fuchs, violoncelle (LP Decca DL 9574)
- Berlioz,  Harold en Italie - Lillian Fuchs, alto ; National Orchestral Association, dir. John Barnett (concert, Carnegie Hall, 20 février 1968 ; voir Léon Barzin, National Orchestral Association collection of rehearsal et enregistrement de concert (1938–1968) aux Rodgers and Hammerstein Archives of Recorded Sound, New York Public Library for the Performing Arts)
- Brahms, Quatuor avec piano no 1 en sol mineur, op. 25. Joseph Fuchs, violon ; Lillian Fuchs, alto ; Harry Fuchs, violoncelle ; Artur Balsam, piano. (enregistrement privé inédit, 28–30 septembre 1953)
- Brahms, Quatuor avec piano no 1 en sol mineur, op. 25 - Sidney Harth, violon ; Lillian Fuchs, alto ; Leopold Teraspulsky, violoncelle ; Jeaneane Dowis, piano (concert, Aspen Amphitheater 14 août 1972, Aspen Music Festival, Aspen, Colorado ; Archive of the Pitkin County Library, Aspen)
- Johannes Brahms, Quatuor avec piano no 2 en la majeur, op. 26 - Joseph Fuchs, violon ; Lillian Fuchs, alto ; Harry Fuchs, violoncelle ; Artur Balsam, piano. (enregistrement privé inédit, 1-2 octobre 1953)
- Brahms, Quatuor avec piano no 3 en ut mineur, op. 60 - Joseph Fuchs, violon ; Lillian Fuchs, alto ; Harry Fuchs, violoncelle ; Artur Balsam, piano (enregistrement privé inédit, 4 octobre 1955)
- Brahms, Quintette à cordes en sol majeur, op. 111 - Netherlands String Quartet (Nap De Klijn, Jaap Schröder violons ; Paul Godwin alto ; Carel Van Leeuwen, violoncelle) & Lillian Fuchs, alto (concert, Aspen Amphitheater 13 juillet 1966, Aspen Music Festival, Aspen, Colorado ; Archive of the Pitkin County Library)
- Brahms, Sextuor à cordes en sol majeur, op. 36 - Sidney Harth, Teresa Harth, violons ; Lillian Fuchs, Abraham Skernick, altos ; Zara Nelsova, Leopold Teraspulsky, violoncelles (concert Aspen Amphitheater 1965, Aspen Music Festival, Aspen, Colorado (Archive of the Pitkin County Library, Aspen)
- Brahms, Sonate en fa mineur, pour alto et piano, op. 120 no 1 - Lillian Fuchs, alto ; Edward Mobbs, piano (concert Harvard Musical Association, 28 mars 1958 ; archives de l'Harvard Musical Association)
- Debussy, Sonate pour flûte, alto et harpe - Julius Baker, flûte ; Lillian Fuchs, alto ; Laura Newell, harpe (LP Decca DL 9777)
- Dvořák, Quatuor avec piano en mi-bémol majeur, op. 87 - Donald Weilerstein, violon ; Lillian Fuchs, alto ; Laszlo Varga, violoncelle ; Rudolf Firkušný, piano (concert Aspen Amphitheater 28 juin 1976, Aspen Music Festival, Aspen, Colorado ; Archive of the Pitkin County Library, Aspen)
- Flackton, Sonate en sol majeur pour alto - Lillian Fuchs, alto (concert, Harvard Musical Association 28 mars 1958 ; archives de l'Harvard Musical Association)
- Lillian Fuchs, Sonate Pastorale - Lillian Fuchs, alto (2, 4 & 17 janvier 1957, LP Decca MG5414/5)
- Martinů, 3 Madrigals pour violon et alto - Joseph Fuchs, violon ; Lillian Fuchs, alto  (LP Decca DL 8510)
- Martinů, Rhapsodie-Concerto - Lillian Fuchs, alto (concert, Carnegie Hall,  March 6, 1962 with the National Orchestral Association, John Barnett, conductor. National Orchestral Association collection of rehearsal and concert recordings (1938–1968) at the Rodgers and Hammerstein Archives of Recorded Sound (New York Public Library for the Performing Arts)
- Martinů, Sonate pour alto - Lillian Fuchs, alto (4 février 1957, LP Decca MG5414/5)
- Menasce, Sonata for Viola and Piano (1955). Lillian Fuchs, alto ; Artur Balsam, piano. (LP Decca MG5414/5 et LP CRI CRI 154)
- Menasce, Sonate pour alto et piano (1955) - Lillian Fuchs, alto ; Edward Mobbs, piano (concert, Harvard Musical Association 28 mars 1958 ; archives de l'Harvard Musical Association)
- Milhaud, Sonate no 1 pour alto et piano (1944) - Lillian Fuchs, alto ; Edward Mobbs, piano (concert, Harvard Musical Association 28 mars 1958, archives of the Harvard Musical Association)
- Mozart, Divertimento pour trio à cordes en mi-bémol majeur, K. 563 - Joseph Fuchs, violon ; Lillian Fuchs, alto ; Paul Tortelier, violoncelle (Koch CD 3-7004-2)
- Mozart, Duos pour violon et alto, K. 423 et K. 424 - Joseph Fuchs, violon ; Lillian Fuchs, alto (LP Columbia MS 6292/ML 5692)
- Mozart, Duo no 2 en si-bémol majeur, K. 424 - Joseph Fuchs, violon ; Lillian Fuchs, alto (LP Decca DL 8510)
- Mozart, Quatuor avec piano en mi-bémol majeur, K. 493 - Robert Mann, violin, Lillian Fuchs, alto ; Leopold Teraspulsky, violoncelle ; Claude Frank, piano (concert, Aspen Amphitheater 28 juillet 1973, Aspen Music Festival, Aspen, Colorado ; Archive of the Pitkin County Library, Aspen)
- Mozart, Quintette à cordes en ut majeur, K. 515 - Quatuor Amadeus (Norbert Brainin, Siegmund Nissel, Peter Schidlof, Martin Lovett) & Lillian Fuchs, alto (concert, Aspen Amphitheater 24 juillet 1965, Aspen Music Festival, Aspen, Colorado ; Archive of the Pitkin County Library, Aspen)
- Mozart, Trio en mi-bémol majeur, pour clarinette, alto et piano, K. 498 - Reginald Kell, clarinette ; Lillian Fuchs, alto ; Mieczysław Horszowski, piano (LP Decca 9543 / CD Deutsche Grammophon 000480602)
- Mozart, Sinfonia Concertante en mi-bémol majeur, K364.  Joseph Fuchs, violon ; Lillian Fuchs, alto ; Aeterna Chamber Orchestra, Frederic Waldman, conductor.  (LP Decca DL 710037)
- Mozart, Sinfonia Concertante en mi-bémol majeur, K364.  Joseph Fuchs, violon, Lillian Fuchs, alto, Zimbler Sinfonietta.  (LP Deutsche Grammophon LPE 17 124)
- Mozart, Sinfonia Concertante en mi-bémol majeur, K365.  Joseph Fuchs, violon, Lillian Fuchs, alto ; Prades Festival Orchestra, dir. Pablo Casals.  (Koch CD 3-7004-2)
- Mozart Sinfonia Concertante en mi-bémol majeur, K364.  Joseph Fuchs, violon, Lillian Fuchs, alto ; New York Philharmonic Orchestra, dir. Rafael Kubelik (concert, Carnegie Hall 23 février 1958)
- Roussel, Trio pour flûte, alto et violoncelle, op. 40 - Julius Baker, flûte ; Lillian Fuchs, alto ; Harry Fuchs, violoncelle (LP Decca DL 9777)
- Schubert, Quintette avec piano en la majeur, opus posth. 114, D. 667, « La Truite ». Lea Foli, violon ; Lillian Fuchs, alto ; Claus Adam, violoncelle ; David Walter, contrebasse ; Brooks Smith, piano (concert, Aspen Amphitheater 21 août 1976, Aspen Music Festival, Aspen, Colorado ; Archive of the Pitkin County Library, Aspen).
- Thomson, Sonata da Chiesa (1926) - Lillian Fuchs, alto, Peter Simenauer, clarinette, Fred Mills, trompette, Paul Ingraham, cor, Edward Erwin, trombone ; dir. Virgil Thomson  (LP CRI 207, Hi-Fi/Stereo Review LP)
- Vaughan Williams, Flos Campi - Lillian Fuchs, alto (concert, Carnegie Hall, 20 février 1968 avec the  National Orchestral Association, John Barnett, conductor and the  Mannes School of Music Chorus, Harold Aks, director (see Mannes College The New School for Music. National Orchestral Association collection of rehearsal and concert recordings (1938–1968) at the Rodgers and Hammerstein Archives of Recorded Sound (New York Public Library for the Performing Arts)

## Discographie
- Lillian Fuchs, Œuvres pour alto seul : 16 Études fantaisies ; Sonate Pastorale ; 15 Études caractéristiques ; 12 Caprices - Jeanne Mallow, alto (17-21 juillet/27-29 septembre 2003, Naxos 8.557932-33) (OCLC 705277239)

## Sources
- (en) Carolyn Broe, Études progressive pour l'alto. (31 juillet 2006)
- (en) Laura Ronai, Revue de la réédition des Suite de Bach sur Fanfare (22 janvier 2006).
- (en) DoReMi Records doremi.com. (22 janvier 2006).
- (en) Jeanne Mallow, jeannemallow.com. (22 janvier 2006).
- (en) Judith Pinnolis, Contributions des femmes juives à la musique et de la femme à la musique juive (23 juillet 2007).
- (en) Obituary, the New York Times, 7 octobre 1995 de James R. Oestreich
- (en) Amadee Daryl Williams, Lillian Fuchs, First Lady of the Viola  (Studies in the History and Interpretation of Music). édité par Edwin Mellen Press, 1994.
- (en) Michael A. Palumbo, The viola : its foundation, role, and literature, including an analysis of the Twelve caprices of Lillian Fuchs thèse, Ball State University 1981 (OCLC 11269648)